# Kameralamt Weil im Schönbuch
Das Kameralamt Weil im Schönbuch war eine Einrichtung des Königreichs Württemberg, die im Amtsbezirk Besitz und Einkommen des Staates verwaltete. Es bestand von 1806 bis 1843 in Weil im Schönbuch. Das Kameralamt wurde im Rahmen der Neuordnung der Staatsfinanzverwaltung im Königreich Württemberg geschaffen.

## Geschichte
Im Jahr 1843 wurde das Kameralamt Weil im Schönbuch als besonderes Landkameralamt nach Stuttgart verlegt und als Landkameralamt Stuttgart bezeichnet. Als Folge bestanden bis zu ihrer Zusammenlegung im Jahr 1860 das Stadtkameralamt Stuttgart und das Landkameralamt Stuttgart, die beide im Kameralamt Stuttgart aufgingen.